# 新吉溫泉站
新吉溫泉站（：／ Singil-Oncheon yeok */?）是首都圈电铁4号线與水仁·盆唐線共線區間沿線的一座地面車站，位於韓國京畿道安山市檀園區新吉洞。
雖站名包含「溫泉」，但實際上附近並無溫泉設施。

## 車站構造
兩線共用站體，為2面4線雙島式月台的地面車站，候車月台設有月台幕門，並有2處出口。

### 月台配置
| ↑ 安山      |
| １ \| ２ \| |
| 正往 ↓      |

| 月台 | 路線                   | 目的地                         |
| ---- | ---------------------- | ------------------------------ |
| 1    | ●首都圈電鐵水仁·盆唐線 | 水原、竹田、往十里、清涼里方向 |
| 1    | ●首都圈电铁4号线       | 舍堂、首爾站、堂嶺方向         |
| 2    | ●首都圈電鐵水仁·盆唐線 | 烏耳島、松島、仁川方向         |
| 2    | ●首都圈电铁4号线       | 烏耳島方向                     |

## 歷史
- 1937年8月5日：水仁線新吉溫泉站落成啟用。
- 2000年7月28日：安山線新站落成。
- 2020年9月12日：首都圈電鐵水仁·盆唐線開通，並與首都圈电铁4号线共線。
- 2021年1月20日：韓國鐵道公社宣布計畫更名為陵吉站[1]。
- 2021年3月25日：因鄰近居民抗議，更名程序暫時中止。

## 車站周邊
- 新吉公園
- 陵吉日出公園
- 陵吉初等學校
- 新角村
- 新鄉村會館
- 新吉棒球場
- 正往體育公園（朝鲜语：정왕체육공원）
  - 正往棒球場
  - 正往足球場

## 圖片

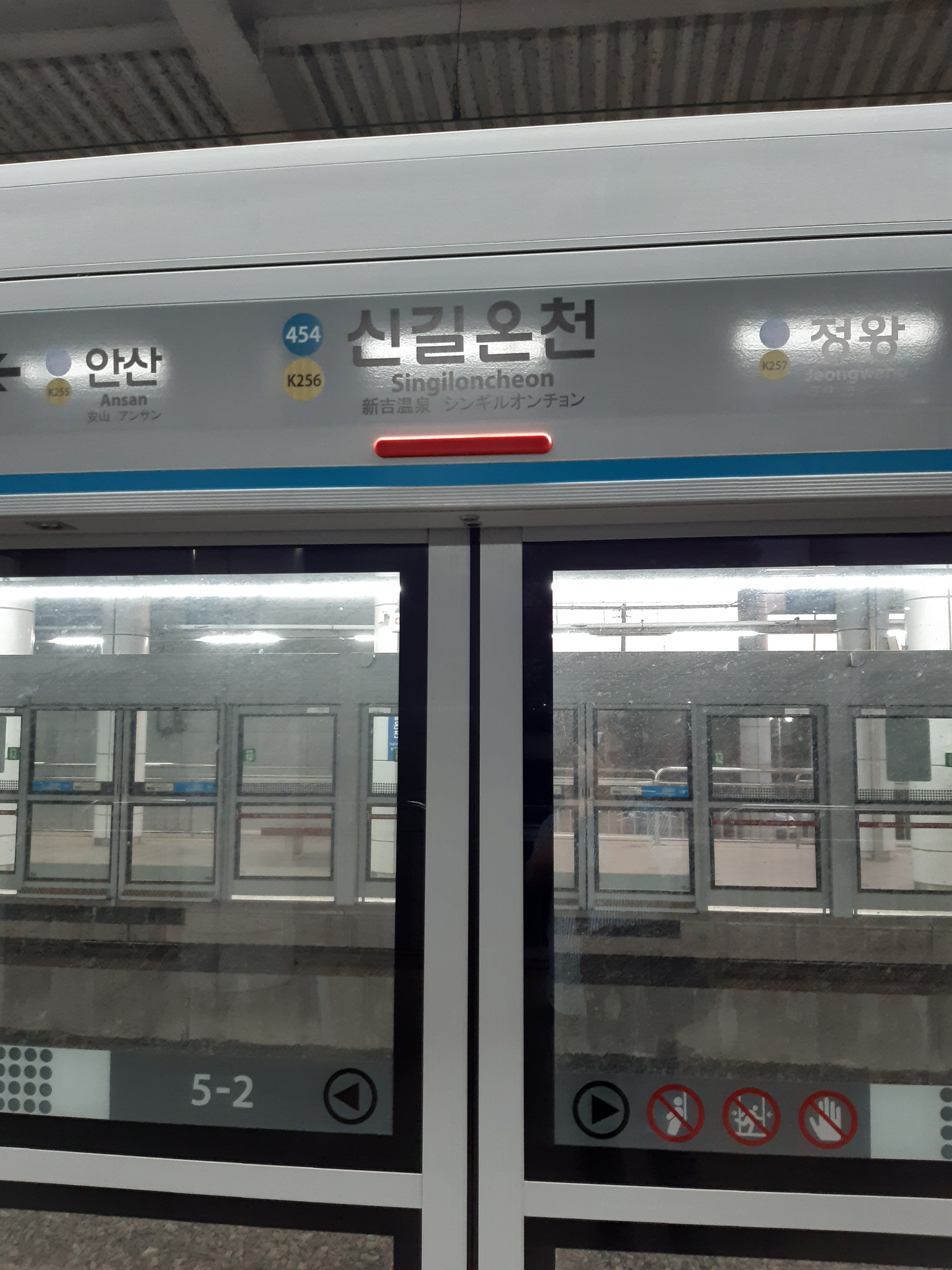
月台門
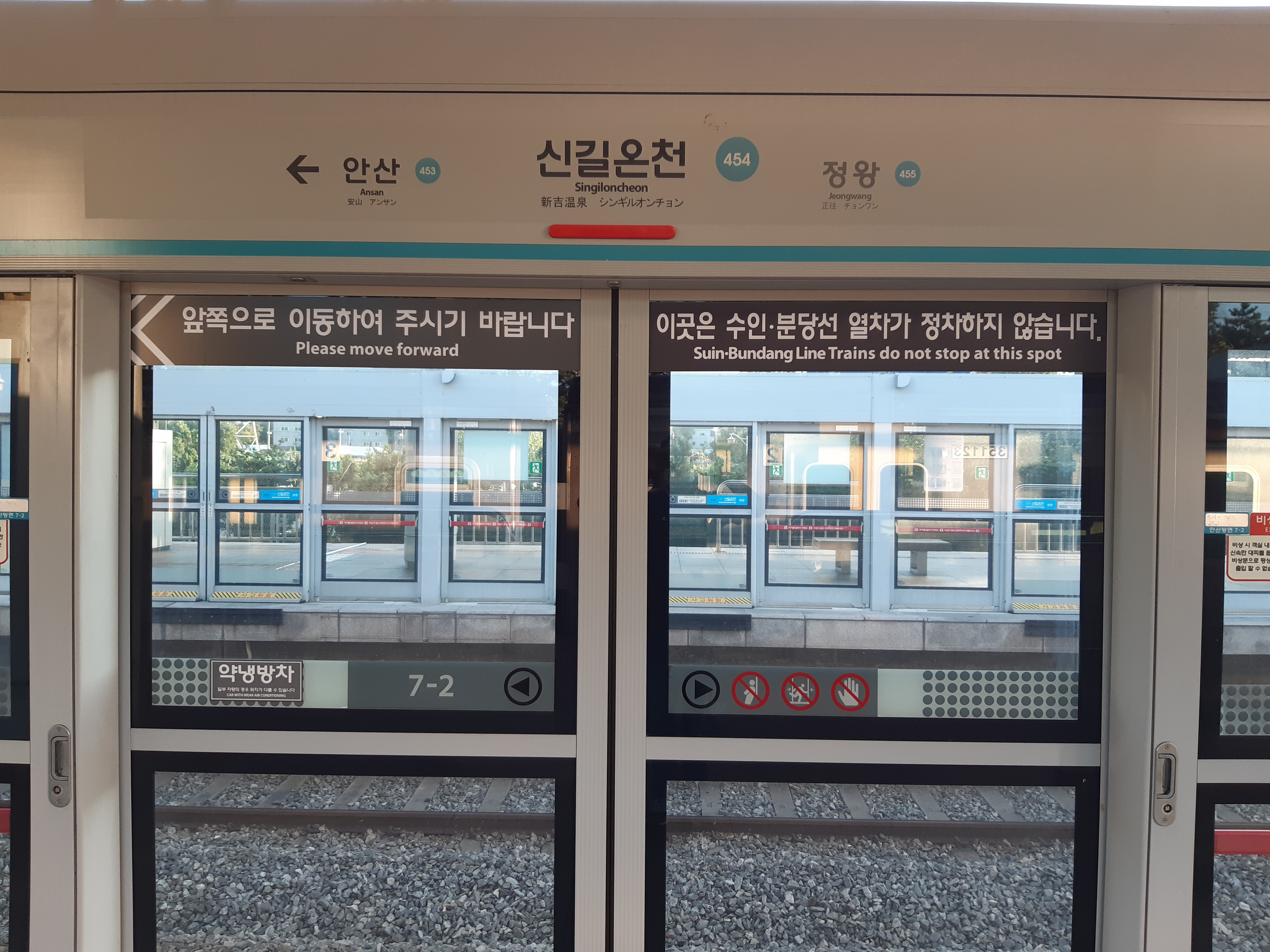
4號線月台門資訊板

## 相鄰車站
韓國鐵道公社
●首都圈电铁4号线
緩行
安山（453）－新吉溫泉（454）－正往（455）
●首都圈電鐵水仁·盆唐線
安山（K255）－新吉溫泉（K256）－正往（K257）